# 不飽和炭化水素
不飽和炭化水素（ふほうわたんかすいそ、英語：unsaturated hydrocarbon）とは、炭素骨格の炭素−炭素結合として二重結合または三重結合を含む炭化水素化合物の総称である。
三重結合を持つアルキンは付加反応により二重結合をもつアルケンに、アルケンはさらに付加反応によってアルカンに還元される。しかし、アルカンはもはや新たな付加反応を起こさない。そこで、付加反応が飽和しているアルカンを飽和炭化水素とよび、アルケン・アルキンを不飽和炭化水素とよぶ。また、炭素同士の二重結合や三重結合を、不飽和炭素結合と呼ぶ。ただし、ベンゼンのような芳香族性を示す不飽和炭化水素は、通常の条件では付加反応を起こさない。

## 名称
不飽和炭化水素の名称には、IUPAC命名法に基づくものと慣用名に基づくものがある。特に分子量の大きい炭化水素は石油化学製品としては異性体混合物で扱われるのが普通の為、総称として名称がつけられている場合も多い。

### オレフィン
炭素二重結合を1つ以上持つ不飽和炭化水素はオレフィン炭化水素 (olefin  hydrocarbon) と呼ばれ、単にオレフィンと呼ばれたりエチレン系炭化水素とも呼ばれたりする。場合によってはオレフィンの語は炭素二重結合と同義のように扱われる為、ポリオレフィンといった場合はポリエン化合物のことをさす。
二重結合が1つの場合はアルケン、環の中に含まれている場合は環状アルケンと呼ばれる。

### 共役
二重結合ないしは三重結合が連続している不飽和化合物は共役の語を付けて、共役ジエン、共役ポリエンなどと呼びあらわす。

### IUPAC命名
不飽和鎖式炭化水素は炭素骨格中に含まれる二重結合ないしは三重結合の数で分類され、IUPAC命名法で定められた数詞と組み合わされてジエン (diene)、トリエン (triene)、... ポリエン (polyene) あるいはエンイン (enyne) などと区分されて呼びあらわされる。
また、不飽和鎖式炭化水素の基は直鎖、分枝を問わず、次のように命名される。
- 一価の不飽和鎖式炭化水素基
不飽和鎖式炭化水素の組織名の語尾 "-ene", "-yne", "-diene" 等をそれぞれ "-enyl", "-ynyl", "-dienyl" とする。
ただし、慣用名として "CH2=CH−" に対して "vinyl"（ビニル基）、"CH2=CHCH2−" に対して "allyl" （アリル基）の名称が使用できる。
- 二価の不飽和鎖式炭化水素基
不飽和鎖式炭化水素の組織名の語尾 "-ene", "-yne", "-diene" 等をそれぞれ "-enylidene", "-ynylidene", "-dienylidene" とする。
ただし CH2= に対しては "methylene"（メチレン基）の名称が慣用名として使用できる。
- 三価の不飽和鎖式炭化水素基
不飽和鎖式炭化水素の組織名の語尾 "-ene", "-yne", "-diene" 等をそれぞれ "-enylidyne", "-ynylidyne", "-dienylidyne" とする。

（註）不飽和分枝炭化水素基の慣用名 CH2=C(CH3)− "isopropenyl"（イソプロペニル）はさらに置換基をつけて命名を誘導してはならない。

## 性質
大別するとヒュッケル則の条件に適合する、環式不飽和炭化水素は芳香族性を示すが、それ以外の不飽和炭化水素は単独のアルカンないしはアルキンに類似の反応性を示す。
また、共役ジエン（共役ポリエン）はディールス・アルダー反応を代表とするペリ環状反応を起こす。
また、ビニル基に塩素や酸素など電気陰性原子団が置換した構造のクロロエチレン、ビニルエーテル、酢酸ビニル、アクリル酸誘導体（アクリル酸エステル、アクリロニトリル）は付加反応等を受けやすく、高分子の単量体（モノマー）として有用である。

## 主な不飽和炭化水素
- エチレン
- プロピレン
- アセチレン
- ブタジエン
- ベンゼン
- トルエン
- キシレン
- スチレン